# Old Black

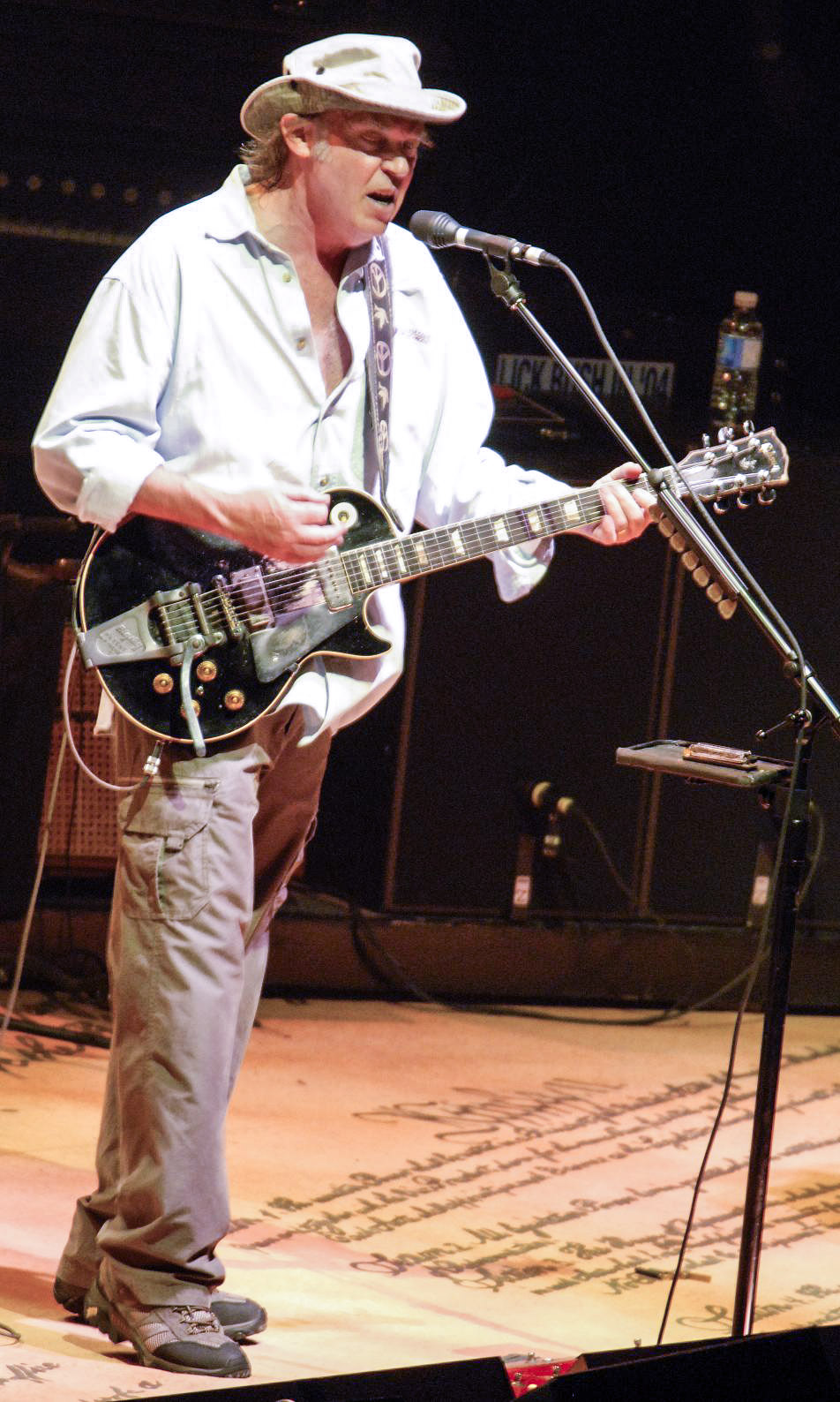
Neil Young tocando su Old Black en la gira Freedom Of Speech Tour '06.

Old Black es el apodo de la principal guitarra eléctrica del músico canadiense Neil Young, que figura en la mayoría de trabajos eléctricos del músico. Young adquirió Old Black en 1969 a través de Jim Messina, colaborador del grupo Buffalo Springfield, quien recibió del músico a cambio una Gretsch naranja modelo Chet Atkins. 

## Historia
Old Black es una Gibson Les Paul Goldtop de 1953 con varias personalizaciones. Después de ser depositada en una tienda de reparación, la pastilla original del puente fue reemplazada por una pastilla de bobina simple de una Gibson Firebird. Fue también pintada de color negro y recibió un nuevo puente Tune-o-matic, no disponible en el modelo original, y un brazo de trémolo de la marca Bigsby. También se instaló un golpeador de plástico blanco semejante al de serie de las Goldtops de 1953. Old Black es notable también por sus componentes de metal, incluyendo el brazo de aluminio.

## Uso
Gran parte de los trabajos con guitarra eléctrica fueron grabados con la Old Black, a excepción de la «Ditch Trilogy», en la que Young usó con mayor frecuencia una Gretsch White Falcons y una Gretsch 6120, así como Fender Telecasters y una Gibson Flying V. 